# Aquifoliales
Aquifoliales är en ordning i undergruppen euasterider II av trikolpaterna. 
I nyare klassificeringssystem ingår följande familjer i ordningen:
- Cardiopteridaceae
- Helwingiaceae
- Järneksväxter (Aquifoliaceae)
- Phyllonomaceae
- Stemonuraceae

I det äldre Cronquistsystemet fanns inte Aquifoliales, utan familjerna ingick i Celastrales istället.